# Маленькі сироти
Маленькі сироти (англ. The Little Orphans) — американська короткометражна драма режисера Джона Гормана 1915 року.

## У ролях
- Гарольд Гудвін — Дональд
- Віолет Вілкі — Доріс
- Едвард Воррен — Леві, лихвар
- Річард Каммінгс — Ренвік Морріс
- Альберта Лі — місіс Ренвік Морріс
- Чарльз Горман — Крук
- Джон П. МакКарті — інший Крук
- Ем Горман